# Vincenzo Migliorucci
Vincenzo Migliorucci   (Roma, 1788 - 1813) fou un compositor de gust en cada gènere de la música.
Va fer els seus estudis musicals a principis de la seva pàtria sota l'excel·lent direcció del famós mestre N. Zingarelli, i, a més, es va distingir per la seva assiduïtat en l'estudi i pels seus rars talents. Fèrtil en la seva edat juvenil d'imaginació i geni, el seu mèrit distingit ja era reconegut en diverses circumstàncies.
A més de moltes belles peces vocals i instrumentals per cambra, va produir un oratori i una missa solemne amb una gran orquestra: una cantata amb motiu de la coronació de Napoleó com a rei d'Itàlia, realitzada al noble teatre de les Dames: una altra cantata al Campidoglio, amb ocasió de la inauguració de l'Escola de Belles Arts de Roma; les òperes Adriano in Siria i Paolo e Virginia (representades respectivament a Nàpols i Milà) i, últimament una òpera semiseriosa composta a Nàpols, que va obtenir forts aplaudiments